# Hessel (voornaam)
Hessel is een jongensnaam, die ook enkele vrouwelijke vormen kent. De naam is afgeleid van Hase. Varianten op Hase zijn Hasse, Hesling, Hasso, Heso en Hesse. Als vrouwelijke varianten komen Haasje en Heeske voor. Er zijn meerdere verklaringen voor de naam:
- uit het Oudhoogduitse hasan glad, mooi
- de volksnaam Hessen
- vleivorm van Hendrik

en als sterk verkorte vleivorm van namen met:
- hard-: sterk, stevig, krachtig
- hadu-: strijd
- har-, her-: heer, leger

In 2014 hadden 2405 mensen dit als eerste naam, en 1055 als volgnaam. Het gebruik van de naam steeg vanaf de jaren negentig in de twintigste eeuw vaak.

## Bekende naamdragers
- Hessel (zanger) - zanger van Terschelling
- Hessel (museum) - museum in Denemarken
- Hessel Bouman - advocaat en publicist
- Hessel Gerritsz - Nederlands graveur, cartograaf en uitgever
- Hessel Hermana - figuur uit een sage betreffende de geschiedenis van Friesland
- Hessel Martena - tiende potestaat van Friesland.
- Hessel Posthuma jr. - Nederlands politicus
- Hessel Posthuma sr. - Nederlands politicus
- Hessel Rienks - Nederlands politicus
- Hessel Visser - Nederlands ingenieur, logistiek adviseur en docent
- Hessel de Vries - Nederlands natuurkundige en hoogleraar aan de Universiteit Groningen
- Hessel van Martena - Fries hoofdeling